# 1927 v loďstvech
Tento článek obsahuje významné události v oblasti loďstev v roce 1927.

## Lodě vstoupivší do služby
- 15. března –  HMS Ambuscade (D38) – torpédoborec[1]
- 27. března –  Akagi – letadlová loď
- květen –  Béarn – letadlová loď
- 5. května –  HMS Amazon (D39) – torpédoborec
- 15. srpna –  HMS Nelson – bitevní loď třídy Nelson
- 16. listopadu –  USS Saratoga (CV-3) – letadlová loď třídy Lexington
- 7. prosince –  HMS Rodney – bitevní loď třídy Nelson
- 14. prosince –  USS Lexington (CV-2) – letadlová loď třídy Lexington